# Henri-Pierre Trideau
Henri-Pierre Trideau est un médecin français, né à Saint-Germain-le-Guillaume le 4 mars 1818, et mort le 18 mars 1882. 

## Biographie
Il avait été reçu officier de santé à Paris le 16 septembre 1841. Grand connaisseur, il lisait les auteurs médicaux anciens et modernes, Hippocrate et Celse comme Cabanis et Trousseau. 
Observateur sagace, il remarque combien le traitement alors usité dans la diphtérie, la méthode des cautérisations, était douloureux et inefficace, et il y substitue la médication par les balsamiques.
Trideau obtint des résultats, les fit confirmer par ses confrères du département, adressa à l'Académie des Sciences et à l'Académie de médecine des notes qui demeurèrent sans réponse ; le 21 octobre 1866, il demandait au Ministère, sans plus de succès, d'être délégué officiellement pour traiter une épidémie de diphtérie par son procédé. 
Une épidémie d'angine diphtérique sévit en 1862-1863. Le fléau éclata à Luitré, puis dans les communes de Juvigné et de Saint-Pierre-des-Landes. L'épidémie tua d'abord deux cents personnes, et jeta tant de terreur que « la population entière de Saint-Pierredes-Landes se rendit processionnellement et pour la première fois de mémoire d'homme en pèlerinage à la chapelle de Charnay près d'Ernée ». Du canton de Chailland, la diphtérie se propagea à celui d'Andouillé, atteignit plus de trois cents malades. Le docteur Trideau s'employa à lutter contre cette épidémie.
Une Justice tardive lui fut enfin rendue lorsque Armand Trousseau, Bergeron, Archambault, Labricet Constantin Paul exposèrent à leur tour à la société médicale des hôpitaux de Paris et à la Société de thérapeutique ou dans la presse médicale les bons effets de la méthode de Trideau ; elle fit le sujet de la thèse de Moreau ( Du traitement médical de la diphtérie, et en particulier de son traitement par le cubebe, thèse de Paris, 3 juin 1870), et fut recommandée par Trousseau et Pidoux dans leur Traité de thérapeutique (édition de 1869). Elle est un peu oubliée aujourd'hui, depuis la sérothérapie.
Trideau présenta au Conseil général de la Mayenne (session d'août 1873), un mémoire sur la question ; l'impression en fut décidée par vote du Conseil, qui attribua
à l'auteur une médaille d'or. 
Les premières expériences de Trideau furent confirmées à Laval par le docteur Louis-Jean Garreau, chirurgien en chef de l'hôpital.
Trideau est mort le 18 mars 1882. 
Il a laissé : 
- Du copahu et du styrax comme spécifiques du croup et de rangine couenneuse (Mém. à l'Acad. des sciences, 9 février 1863).
- Médication rationnelle de l'angine couenneuse et du croup d'emblée par le baume de copahu et le poivre cubebe (Mém. à l'Acad. de médecine, 10 octobre 1866).
- Nouveau traitement de l'angine couenneuse, du croup et des autres localisations de la diphtérie par le baume de copahu et le poivre cubebe, médication anticatarrhale substitutive générale, Paris, 1866, 32 pp. in 8.
- Traitement de l'angine couefineuse [diphtérie du pharynx) par les balsamiques, mémoire présenté au Conseil général de la Mayenne, Paris, 1874, 150 pp. in-8".

## Sources partielles
: document utilisé comme source pour la rédaction de cet article..
- « Henri-Pierre Trideau », dans Alphonse-Victor Angot et Ferdinand Gaugain, Dictionnaire historique, topographique et biographique de la Mayenne, Laval, A. Goupil, 1900-1910 [détail des éditions] (BNF 34106789, présentation en ligne)
- Paul Delaunay, Vieux médecins mayennais